# A Night at the Opera (album, Blind Guardian)
A Night at the Opera sedmi je studijski album njemačkog power metal sastava Blind Guardian.

## Popis pjesama
1. Precious Jerusalem (6:21)
2. Battlefield (5:37)
3. Under the Ice (5:44)
4. Sadly Sings Destiny (6:04)
5. The Maiden and the Minstrel Knight (5:30)
6. Wait for an Answer (6:30)
7. The Soulforged (5:18)
8. Age of False Innocence (6:05)
9. Punishment Divine (5:45)
10. And then there was Silence (14:05)

- Bonus pjesme

1. Harvest of Sorrow (akustična verzija) (3:39) (Japan)
2. Mies del Dolor (3:39) (Španjolska/Sjeverna Amerika dodatno)
3. La Cosecha del Dolor (3:39) (Argentina dodatno)
4. Frutto del Buio (3:39) (Italija dodatno)
5. Moisson de Peine (3:39) (Francuska dodatno)

## Zasluge
Blind Guardian
- Hansi Kürsch - vokali i bas-gitara
- André Olbrich - glavna gitara i prateći vokali
- Marcus Siepen - ritam gitara i prateći vokali
- Thomas Stauch - bubnjevi

Dodatni glazbenici
- Oliver Holzwarth - bas-gitara
- Mathias Weisner - klavijature
- Michael Schuren - klavir
- Max Zelner - flauta
- Norman Eshley, Douglas Fielding - pripovjedači
- Billy King, Rolf Köhler, Olaf Senkbeil, Thomas Hackmann - glasovi

Ostalo osoblje
- Flemming Rasmussen - producent
- Andreas Marschall - omot albuma